# Billy Boston
William "Billy" John Boston (Tiger Bay, Cardiff, Gales, Reino Unido, 6 de agosto de 1934) es un exjugador de rugby a 13 británico. Es miembro del British Rugby League Hall of Fame y del Welsh Sports Hall of Fame, y fue, junto a Shaun Edwards, el primer jugador en ser votado para ingresar en el Salón de la fama del Wigan RLFC. En 1986 fue nombrado miembro de la Orden del Imperio Británico.

## Trayectoria
Empezó a jugar al rugby a 13 en el Neath Rugby Football Club. El Wigan Warriors Rugby League Football Club se fijó en él cuando este estaba sirviendo en el Royal Corps of Signals en Catterick y debutó en el equipo "A" en Central Park (Wigan) ante 8.000 espectadores. Debutó con el Wigan Warriors en noviembre de 1953 contra el Barrow Raiders Rugby League Football Club, anotando un ensayo.
Jugó en el equipo de Wigan durante las siguientes quince temporadas, convirtiéndose en una leyenda viva del club y jugando su último partido en 1968. Con Boston en el ala derecha y Eric Ashton de centro por la derecha, Wigan tuvo uno de los mejores parejas en la historia de este deporte. Ambos jugadores anotaron dobles dígitos en la temporada 1959-60 de la Northern Rugby Football League en la que se proclamaron campeones. Boston tenía un cambio de velocidad increíble para un jugador grande y era capaz de zafarse de sus oponentes con aparente facilidad.
Batió el récord de Johnny Ring de 368 ensayos y alcanzó la cifra de 478 con el Wigan. Consiguió anotar en dos ocasiones siete ensayos con el Wigan, lo que era el récord del club, sólo superado desde entonces por Martin Offiah y Shaun Edwards. Boston anotó un total de 571 ensayos en su carrera que finalizó en el Blackpool Borough.

## Retirada
Tras su retirada del rugby, se hizo cargo de la casa pública de caballos The Griffin cerca de Central Park hasta su retirada. Una de las gradas del Central Park lleva su nombre en su honor.

## Selección nacional
Boston jugó 31 partidos con la selección de rugby de Gran Bretaña y fue el primer jugador en anotar cuatro ensayos en un partido contra Nueva Zelanda. Fue el primer jugador que no era de raza blanca en ser seleccionado.